# Starbaeckia pseudotryblidioides
Starbaeckia pseudotryblidioides är en svampart som beskrevs av Heinrich Rehm och Karl Starbäck 1899. Starbaeckia pseudotryblidioides ingår i släktet Starbaeckia, ordningen disksvampar, klassen Leotiomycetes, divisionen sporsäcksvampar och riket svampar.  Arten är reproducerande i Sverige. Inga underarter finns listade i Catalogue of Life.